# Stilbia andalusica
Stilbia andalusica är en fjärilsart som beskrevs av Otto Staudinger 1892. Stilbia andalusica ingår i släktet Stilbia och familjen nattflyn. Inga underarter finns listade i Catalogue of Life.